# Temporada de ciclones del Índico Norte de 2018
La temporada de ciclones del Índico Norte de 2018 es considerado como la segunda temporada más costosa en el Índico Norte en la historia junto con la temporada de 2008 y es un evento en el ciclo anual de la formación de ciclones tropicales. La temporada de ciclones del océano Índico Norte no tiene límites, pero los ciclones tienden a formarse entre abril y diciembre, con mayor incidencia entre mayo y noviembre. Estas fechas convencionalmente delimitan el período de cada año cuando la mayoría de los ciclones tropicales se forman en el norte del océano Índico.
El ámbito de este artículo se limita a la del océano Índico en el Hemisferio Norte, al este del Cuerno de África y al oeste de la península Malaya. Hay dos principales mares en el norte del océano Índico: el mar Arábigo, al oeste del subcontinente indio, abreviado ARB y la bahía de Bengala al este, abreviado BOB por el IMD.
El Centro Meteorológico Regional Especializado en esta cuenca es el Departamento de Meteorología de la India (IMD), mientras que el Centro Conjunto de Advertencia de Tifones (JTWC) emite informes no oficiales. La escala de ciclones tropicales para esta cuenca se detalla en la derecha. En promedio, entre 4 a 6 tormentas se forman de esta cuenca cada temporada.

## Ciclones tropicales

### Depresión ARB 01
Un área de baja presión se formó en el Océano Índico cerca del ecuador el 10 de marzo. Se definió mejor el 13 de marzo y se concentró en una depresión en el extremo sureste del mar Arábigo. La depresión se movió hacia el norte-noroeste y se debilitó en un área de baja presión bien marcada sobre Lakshadweep, a principios del 15 de marzo.
Una característica inusual de la depresión fue que se formó muy cerca del ecuador, a una latitud de 1,7 grados norte. Aunque los mares ecuatoriales se calientan más rápidamente, el giro requerido para la formación de ciclones tropicales es débil cerca del ecuador. La ciudad portuaria costera de Tuticorin en Tamil Nadu, muy cerca del extremo sur, recibió 200 mm de lluvia, su precipitación diaria más alta jamás registrada, el 13 de marzo. La isla Minicoy en Lakshadweep recibió 177 mm de lluvia del sistema.

### Tormenta ciclónica Sagar
El 16 de mayo, un área de baja presión se trasladó al Golfo de Adén y se convirtió en una depresión con la designación ARB 02, convirtiéndose en el segundo ciclón tropical registrado en el tránsito del Golfo de Adén. Al día siguiente, el sistema se fortaleció en una tormenta ciclónica y recibió el nombre de Sagar.
Su extremo norte ha traído fuertes lluvias y algunas inundaciones menores a las ciudades costeras de Yemen. La capital temporal de Yemen, Aden, fue azotada por fuertes vientos cuando se aproximaba el ciclón tropical Sagar, lo que provocó que las autoridades hicieran un llamado a los residentes para que evacuen las áreas cercanas a la costa en la ciudad portuaria sureña.  Sagar trajo fuertes lluvias a las zonas costeras en las provincias de Hadramawt y Mahra en Yemen y en la isla de Socotra. Los fuertes vientos en Hadramawt y Mahra dañaron viviendas y provocaron cortes de energía, Antes del ciclón, la señal de alerta distante número 2 había sido izada a través de los principales puertos a lo largo de las costas de Gujarat aunque se pronosticó que no afectaría a la India.

## Nombre de los ciclones tropicales
| Océano Índico Norte     | Océano Índico Norte              | Océano Índico Norte |
| ----------------------- | -------------------------------- | ------------------- |
| - Sagar - Mekunu - Daye | - Luban - Titli - Gaja - Phethai |                     |

En esta cuenca, se le asigna un nombre a un ciclón tropical, cuando haya alcanzado la intensidad de la tormenta ciclónica, con vientos mayores a 65 km/h (40 mph). Los nombres fueron seleccionados por los miembros del grupo de ESCAP/OMM sobre ciclones tropicales entre 2000 y mayo de 2004, antes de que el Centro Meteorológico Regional Especializado en Nueva Delhi comenzara a asignar nombres en septiembre de 2004. No hay retiro de nombres de ciclones tropicales en esta cuenca ya que la lista solo está prevista para ser utilizada una vez y posteriormente se elabore una nueva lista. Si un ciclón tropical designado ingresa a la cuenca desde el Pacífico occidental, conservará su nombre original. Los siguientes seis nombres disponibles se muestran a continuación: